# Bleibt das immer so
Bleibt das immer so ist das Debütalbum der Popband Gleis 8 um die ehemalige Rosenstolz-Sängerin AnNa R. Es wurde am 24. Mai 2013 veröffentlicht.

## Rezeption
Sven Kabelitz schreibt in seiner Rezension des Albums für Laut.de, ein Großteil des Albums werde durch „austauschbare Midtempo-Nummern oder Balladen nach bekanntem Schema“ getragen. Im Vergleich des Debütalbums mit dem Erstling Schüchtern ist mein Glück ihres ehemaligen Bandkollegen Peter Plate unterbiete es „dessen formgleiche Durchhalteparolen“; AnNa R.s Stimme unterliege gegen Plates Songwriting. Er zieht das Fazit: „Bitte gebt uns Rosenstolz zurück.“
Pascal Bremmer kommt in seiner mit dem Titel Anders doof überschriebenen Rezension für Plattentests.de zu einem ähnlichen Urteil: „Für eine gelungene Selbstneuerfindung braucht es schon etwas mehr, als einzig seine Mitmusikanten auszutauschen.“ Die Band klinge wie Pur, und AnNa R. klinge wie immer gewollt anders und klischeehaft. Ausnahmslos jeder Song sei „durchtränkt von kitschigen Direktansprachen“ und erscheine lieblos. Bremmer resümiert: „Ja, es bleibt immer so. Nein, es wird nicht mehr besser.“
Christian Reder hingegen schreibt in seiner Rezension für die Webseite deutsche-mugge.de von dem Album. „Wow, was für ein Album! Mit Ausnahme von Liebe ohne Gewähr, das ich im Moment nicht einordnen und eben so wenig gut finden kann, sind die Songs auf Bleibt das immer so eine echte Überraschung. AnNa R. hat die alten Kleider aus dem Rosenstolz-Schrank abgelegt um sich eigene, schönere zu schneidern.“ Er ist der Meinung, dass die Arrangements und die Auswahl der verschiedenen Stile im Bereich Rock, Pop und Ballade AnNa R. endlich wieder Freiraum ließen, sich und ihre Stimme voll zu entfalten.

## Titelliste

### CD1
| #   | Titel               | Länge |
| --- | ------------------- | ----- |
| 1.  | Ändern              | 3:30  |
| 2.  | Die Chance          | 3:48  |
| 3.  | Wer ich bin         | 3:28  |
| 4.  | Eine Sekunde        | 4:16  |
| 5.  | Geh nicht           | 4:02  |
| 6.  | Bleibt das immer so | 3:57  |
| 7.  | Alles ohne dich     | 4:04  |
| 8.  | Ich lieb dich nicht | 4:23  |
| 9.  | Hier                | 4:16  |
| 10. | Teufel              | 3:34  |
| 11. | Liebe ohne Gewähr   | 3:44  |
| 12. | Zeit                | 3:49  |

### CD2
| #   | Titel                                                  | Länge |
| --- | ------------------------------------------------------ | ----- |
| 1.  | Bleibt das immer so (Akustikversion)                   | 4:14  |
| 2.  | Teufel (Akustikversion)                                | 3:47  |
| 3.  | Geh nicht (Akustikversion)                             | 4:15  |
| 4.  | Liebe ohne Gewähr (Akustikversion)                     | 3:56  |
| 5.  | Wer ich bin (Akustikversion)                           | 3:35  |
| 6.  | Wenn ich könnte (Amazon-MP3-Bonus-Track)               | 3:17  |
| 7.  | Zeit (Acapella Version) [Amazon-MP3-Bonus-Track]       | 2:45  |
| 8.  | Clown (iTunes-Bonus-Track)                             | 4:30  |
| 9.  | Alles ohne dich (Klavier Version) [iTunes-Bonus-Track] | 3:43  |
| 10. | Wer ich bin (Musikvideo) [iTunes-Bonus-Video]          | 3:21  |